# Centrale nucléaire de Lianjiang
La centrale nucléaire de Lianjiang est une centrale nucléaire chinoise en cours de construction en Chine, à proximité de la ville de Lianjiang dans la préfecture du Zhanjiang, située dans la province du Guangdong.
Le propriétaire et exploitant est la Zhanjiang Nuclear Power Company, une entreprise détenue par la State Power Investment Corporation (SPIC). Le maitre d'œuvre de la construction des réacteurs est la SPIC.
Depuis avril 2024, deux réacteurs à eau pressurisée de troisième génération (modèle CAP1000) sont en cours de construction. Quatre autres réacteurs CAP1000 sont envisagés sur le site de la centrale.

## Historique

### Phase 1
La construction de la centrale a été approuvée par le conseil des affaires de l'État de la république populaire de Chine en septembre 2022. Les travaux d'excavation ont commencé le même mois. Un chantier en deux phases est décidé avec la construction de deux CAP1000 pour la phase 1, éventuellement suivi de phases ultérieures avec quatre CAP1000 supplémentaires,.
La construction de ces CAP1000 est dite modulaire, avec des bâtiments (ou des sections de bâtiments) construits à distance du chantier puis assemblés sur place.
Il s'agit de la première centrale nucléaire chinoise côtière qui n'est pas immédiatement en bord de mer,. Afin de limiter l'impact environnemental par échauffement de l'eau, chaque réacteur est refroidi par l'intermédiaire d'une tour aéroréfrigérante. Cette dernière est qualifiée de « tour aéroréfrigérante extra-large » du fait de ses proportions : 218 mètres de hauteur et 175 mètres de diamètre à la base.

### Phases ultérieures
Quatre autres réacteurs CAP1000 sont envisagés sur le site de la centrale.

## Caractéristiques des réacteurs
Le réacteur CAP1000 est un réacteur à eau pressurisée sino-américain, de troisième génération. Il s'agit de la version sinisée de l'AP1000 américain développé par Westinghouse. Sa puissance électrique nette est de 1 160 MWe.

### Définition
Les caractéristiques des réacteurs sont données dans le tableau ci-après, les données sont principalement issues de la base de données PRIS (Power Reactor Information System) de l’Agence internationale de l'énergie atomique (AIEA).
Base de données établie par l'AIEA qui définit ainsi les termes :
- La puissance nette correspond à la puissance électrique délivrée sur le réseau et sert d'indicateur en termes de puissance installée,
- La puissance brute correspond à la puissance délivrée par l'alternateur (= puissance nette augmentée de la consommation interne de la centrale),
- La puissance thermique correspond, à la puissance délivrée par la chaudière nucléaire

Le début de construction correspond à la date de coulage des fondations du bâtiment réacteur. Une tranche (nom utilisé pour un réacteur complet) est considérée comme opérationnelle après son premier couplage au réseau. La mise en service commercial est le transfert contractuel de l’installation du constructeur vers le propriétaire ; en principe après réalisation des tests réglementaires et contractuels et après fonctionnement continu à 100 % pendant une durée définie au contrat de construction.
| Unité            | Statut          | Modèle  | Puissance   | Puissance   | Puissance        | Exploitant                      | Maitre d'œuvre | Début de construction | Première divergence | Raccordement au réseau | Mise en service commercial |
| Unité            | Statut          | Modèle  | Nette [MWe] | Brute [MWe] | Thermique [MWth] | Exploitant                      | Maitre d'œuvre | Début de construction | Première divergence | Raccordement au réseau | Mise en service commercial |
| ---------------- | --------------- | ------- | ----------- | ----------- | ---------------- | ------------------------------- | -------------- | --------------------- | ------------------- | ---------------------- | -------------------------- |
| Phase I          |                 |         |             |             |                  |                                 |                |                       |                     |                        |                            |
| LIANJIANG-1      | En construction | CAP1000 | 1 161       | 1 250       | 3 400            | Zhanjiang Nuclear Power Company | SPIC           | 27 septembre 2023     |                     |                        | ~2028                      |
| LIANJIANG-2      | En construction | CAP1000 | 1 161       | 1 250       | 3 400            | Zhanjiang Nuclear Power Company | SPIC           | 26 avril 2024         |                     |                        |                            |
| Phase ultérieure |                 |         |             |             |                  |                                 |                |                       |                     |                        |                            |
| LIANJIANG-3      | En projet       | CAP1000 | ~1 161      | ~1 250      | ~3 400           | Zhanjiang Nuclear Power Company | SPIC           |                       |                     |                        |                            |
| LIANJIANG-4      | En projet       | CAP1000 | ~1 161      | ~1 250      | ~3 400           | Zhanjiang Nuclear Power Company | SPIC           |                       |                     |                        |                            |
| LIANJIANG-5      | En projet       | CAP1000 | ~1 161      | ~1 250      | ~3 400           | Zhanjiang Nuclear Power Company | SPIC           |                       |                     |                        |                            |
| LIANJIANG-6      | En projet       | CAP1000 | ~1 161      | ~1 250      | ~3 400           | Zhanjiang Nuclear Power Company | SPIC           |                       |                     |                        |                            |